# フジ・コーポレーション
株式会社フジ・コーポレーション（英: Fuji Corporation, Ltd.）は、宮城県富谷市に本社を置くタイヤ・ホイールを中心としたカー用品店である。

## 概要
1969年1月、宮城県仙台市宮千代で自動車用タイヤの修理・販売を業務とする不二タイヤ商会として創業。1971年に法人化。宮城県を中心に東北で店舗を展開していたが、東日本・東海・近畿と出店地域を順次拡大させている。通信販売にも注力しており、自動車用品のほかにワイン等飲食物も扱っている。
2004年12月にJASDAQに上場。2016年1月に東京証券取引所第二部に市場変更し、同年10月に東京証券取引所第一部に指定替え。
店舗は「タイヤ&ホイール館フジ」、従来の店舗を縮小させたサテライト店「フジファイブデイズ」、輸入車や国産高級車向けなどを中心とした「フジ スペシャルブランド」の3形態となっており、全国に48店舗を展開している。
地元のプロ野球団東北楽天ゴールデンイーグルスを球団創設の2005年よりオフィシャルスポンサーとしてサポートしておりユニフォームパンツにはフジのロゴマークがプリントされている。
2023年より地元のプロサッカーチームベガルタ仙台のプラチナスポンサーとして契約。

## 沿革
- 1969年1月 - 仙台市で不二タイヤ商会創業
- 1971年11月 - 法人改組し有限会社不二タイヤ商会設立
- 1982年11月 - 株式会社不二タイヤ商会に組織変更
- 1988年6月 - 株式会社フジ・コーポレーションに商号変更
- 1999年6月 - 日本証券業協会に株式を店頭登録
- 2004年12月 - JASDAQに株式を上場
- 2016年
  - 1月 - 東京証券取引所第二部に市場変更
  - 10月 - 東京証券取引所第一部に指定替え
- 2020年9月 - 第3ロジスティクスに新自動倉庫増設
- 2021年10月 - ワインショプフジを出店しワイン等飲食物の取扱いを開始
- 2022年4月 - 東証プライム市場へ移行
- 2023年1月 - ベガルタ仙台のプラチナスポンサーとして契約
- 2025年7月 - 株式会社宇佐美鉱油によるTOBにより完全子会社となる（予定）[4]

## 店舗
北海道地区
- フジ スペシャルブランド
  - 札幌清田店

- フジファイブデイズ
  - 札幌西店
  - 札幌東店

東北地区
- フジ スペシャルブランド
  - R45八戸店
  - 盛岡店
  - 北上店
  - 富谷店（2023年9月移転オープン）
  - 名取店
  - 福島店
  - 白河店

- タイヤ&ホイール館フジ
  - 一関店
  - 仙台店
  - 泉八乙女店
  - 石巻店
  - 郡山店

- フジファイブデイズ
  - 山形店

関東地区
- フジ スペシャルブランド
  - 水戸店
  - つくば店
  - 宇都宮店
  - 宇都宮東店
  - 伊勢崎店
  - 高崎店
  - 新大宮バイパス店
  - 川越店
  - 千葉穴川店
  - 柏沼南店
  - 武蔵村山店
  - 練馬店
  - 横浜店

- タイヤ&ホイール館フジ
  - 小山店
  - 青梅店

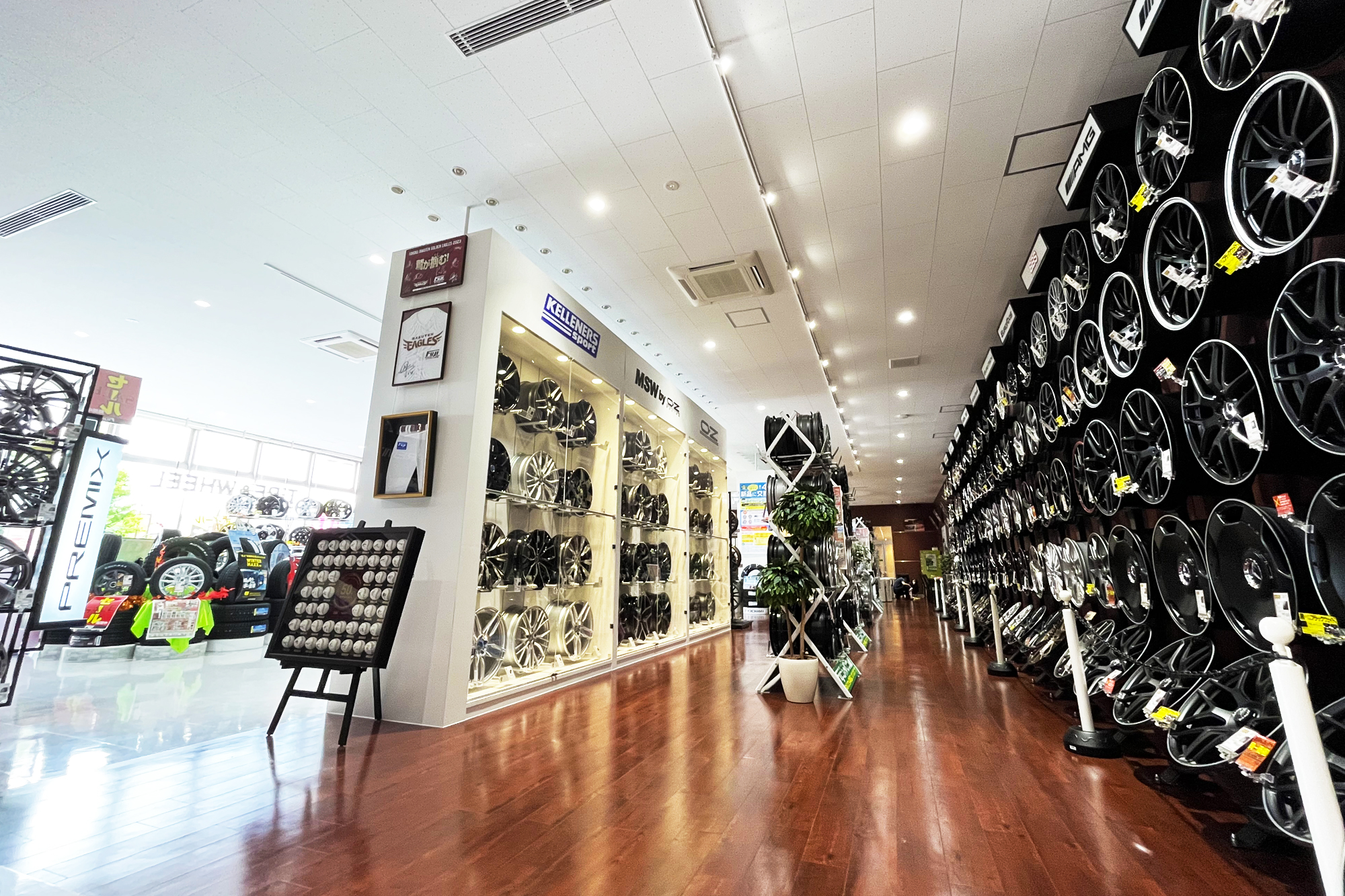
フジ スペシャルブランド富谷店（店内）

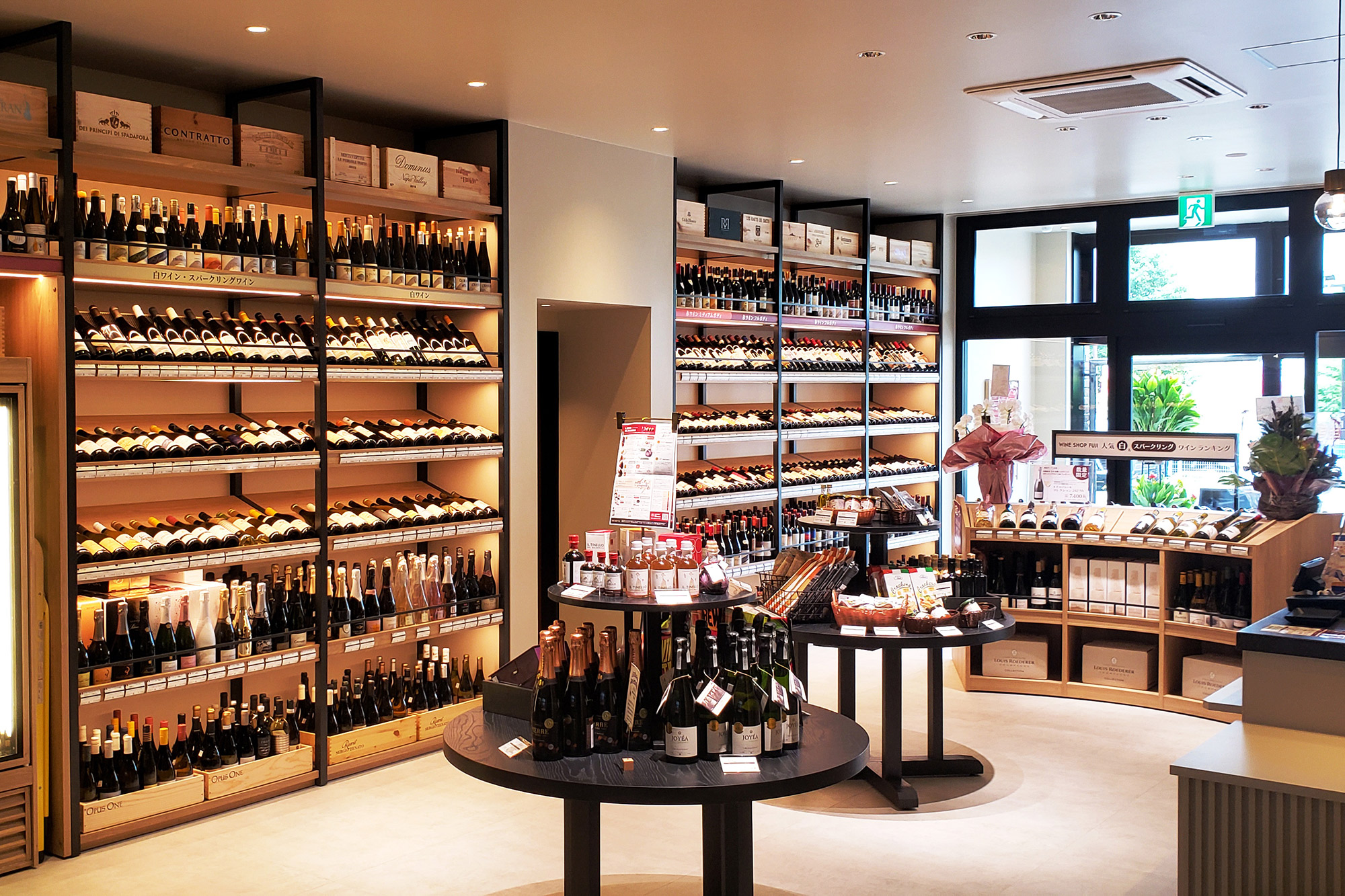
ワインショップ フジ（店内）

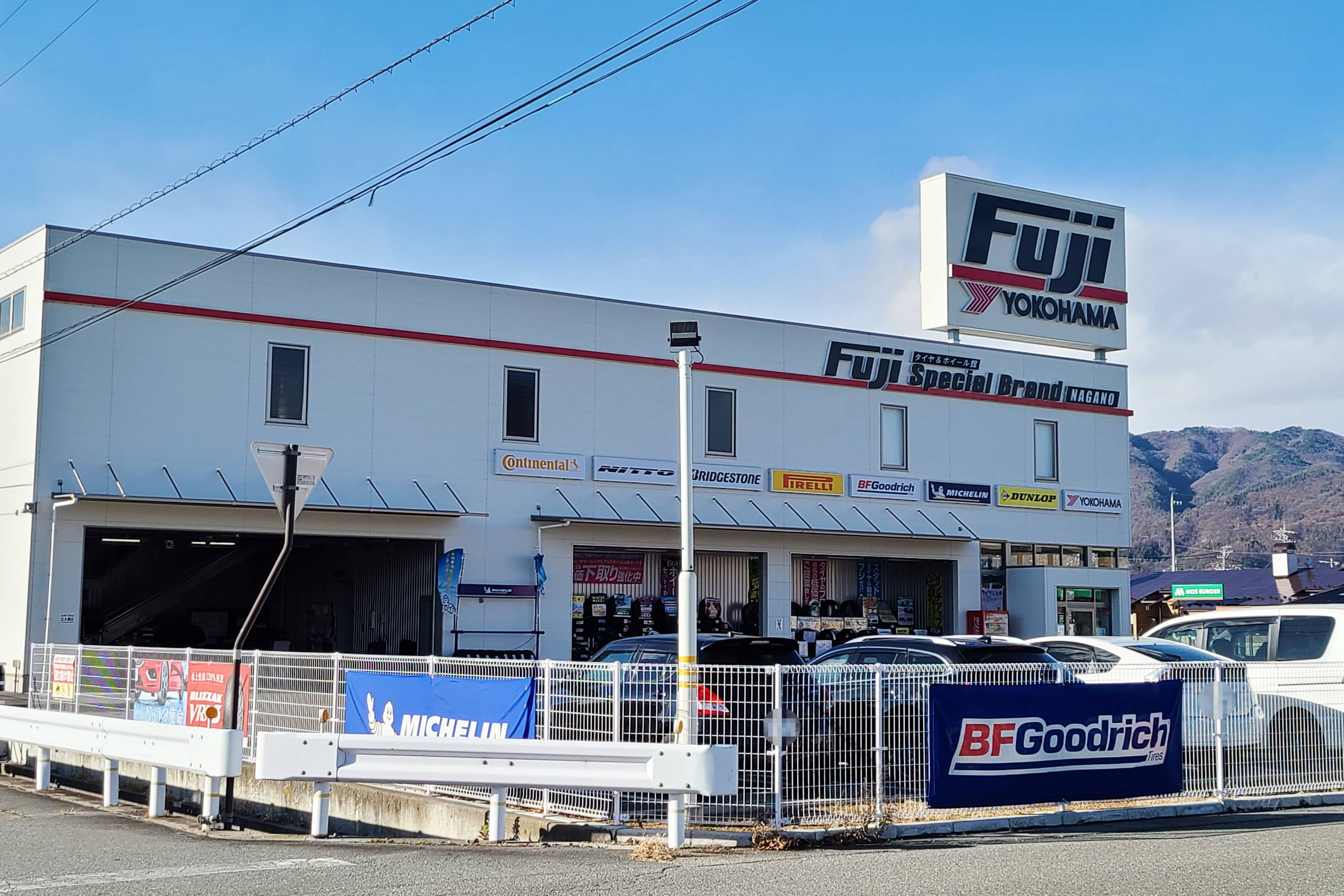
タイヤ＆ホイール館 フジスペシャルブランド長野店

  - 相模原店（2023年9月移転オープン）

- フジファイブデイズ
  - 江戸川店

甲信越地区
- フジ スペシャルブランド
  - 新潟竹尾IC店
  - 新潟店
  - 甲府店

- タイヤ&ホイール館フジ
  - 長岡店
  - 長野店
  - 松本店

東海・近畿地区
- フジ スペシャルブランド
  - 静岡店
  - 浜松店
  - R21岐阜店
  - グリーンロード店（2023年9月移転オープン）
  - R1中川店
  - 岡崎店
  - 四日市店
  - 大阪箕面店
  - 潮芦屋店